# Pfarrkirche St. Marien auf dem Berge

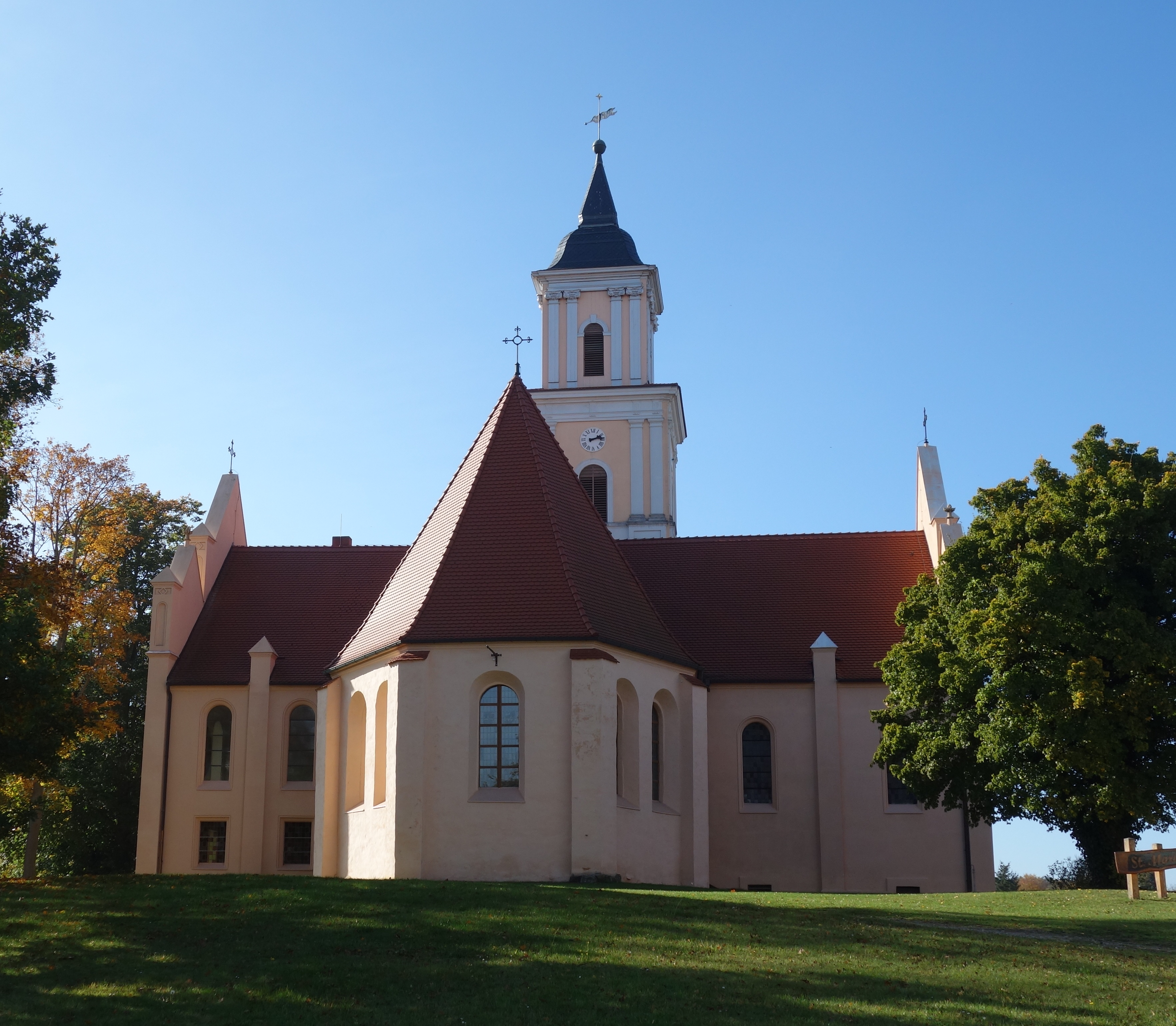
Pfarrkirche St. Marien auf dem Berge

Die evangelische Pfarrkirche St. Marien auf dem Berge ist ein denkmalgeschütztes Kirchengebäude in Boitzenburg, einem Ortsteil der Gemeinde Boitzenburger Land im Landkreis Uckermark in Brandenburg. Sie liegt im Kirchenkreis Uckermark der Evangelischen Kirche Berlin-Brandenburg-schlesische Oberlausitz. Das Kirchengebäude ist mitsamt der Orgel aus dem Jahr 1849 in der Denkmalliste des Landes Brandenburg als Baudenkmal aufgeführt.

## Architektur und Baugeschichte

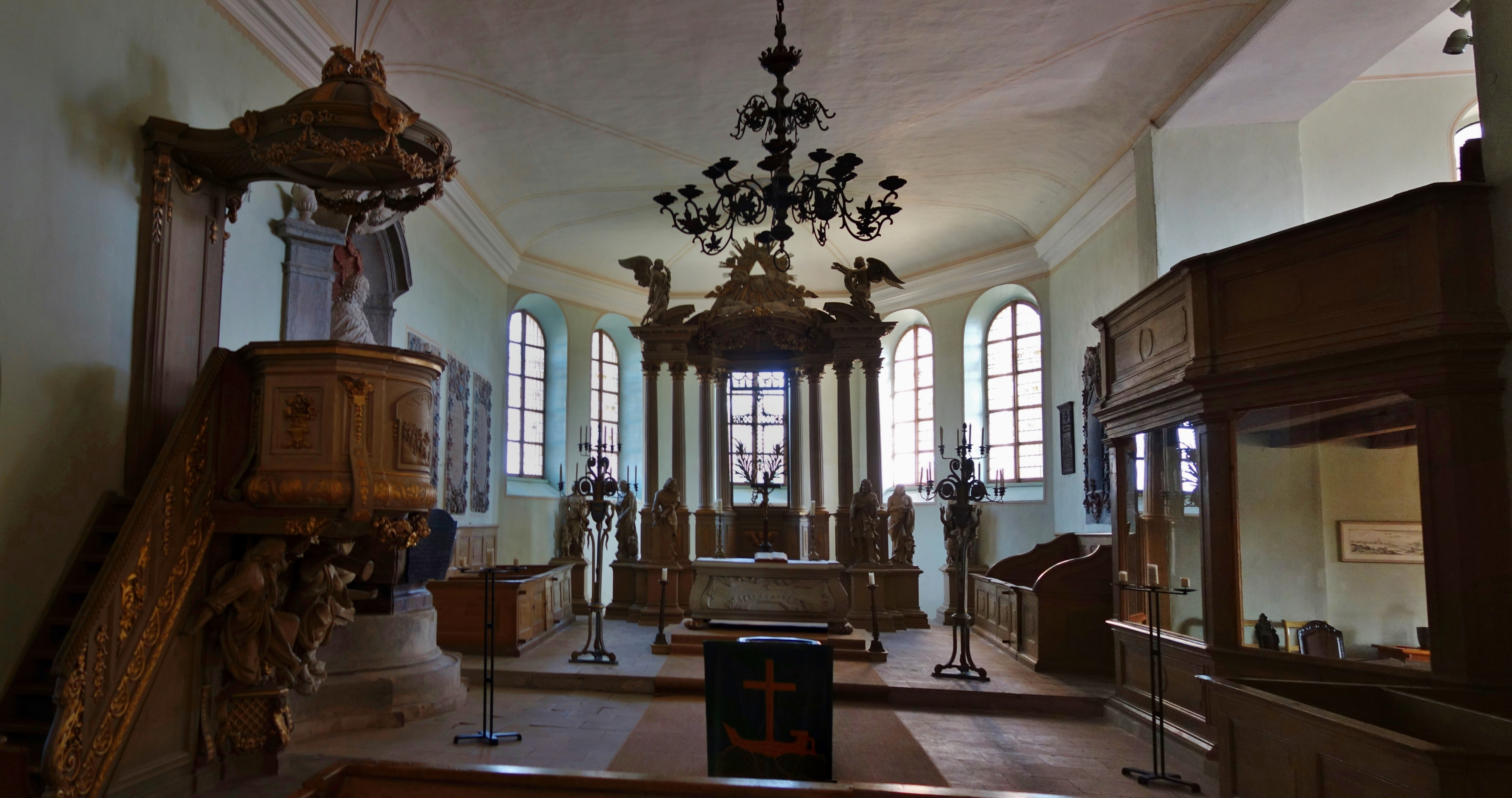
Innenraum

Die Pfarrkirche in Boitzenburg wurde in der zweiten Hälfte des 13. Jahrhunderts errichtet. Erstmals wurde sie am 25. Juli 1271 in einer Schenkungsurkunde der Markgrafen der Mark Brandenburg an das Zisterzienserkloster Boitzenburg erwähnt. Die Kirche befindet sich auf einer Anhöhe nahe der höchstgelegenen Stelle Boitzenburgs. Bei dem Gebäude handelt es sich um einen langgestreckten rechteckigen Feldsteinsaal mit einem viergeschossigen Westturm aus dem Jahr 1650 und polygonalem Chorschluss aus Backstein, der im 18. Jahrhundert ergänzt wurde. Im 19. Jahrhundert wurde das Kirchengebäude im Norden und Süden durch querhausartige, romanisierende Anbauten ergänzt.
Der Westturm der Kirche hat etwa dieselbe Breite wie das Kirchenschiff. Die beiden oberen Geschosse des Turms sind durch Pilaster gegliedert. Im 18. Jahrhundert erhielt das Kirchenschiff seine heutigen Rundbogenfenster. Um diese Zeit wurde der Kirchturm auf vier Geschosse aufgestockt, er hat heute eine Höhe von 47 Metern. Zur selben Zeit wurden die Ecken des dreiseitigen Chorpolygons durch Vorlagen gegliedert. Die querhausartigen Anbauten sind durch Lisenen gegliedert, an den Stirnseiten verfügen sie über jeweils drei Spitzgiebel. Am mittleren Anbau gibt es eine Rosette. Alle Anbauten waren bereits von Anfang an verputzt. Zwischen 2000 und 2008 wurde die Kirche umfassend saniert. Allerdings wurden bei einer Sanierung, die in der Vergangenheit lag, die Belüftungsschächte der Gruft zugemauert. Es kam zu Feuchtigkeitsschäden, Schimmel und einem Befall mit dem Echten Hausschwamm. Dieser hatte mittlerweile den hölzernen Dielenboden sowie ein Teil des Gestühls befallen. Die Kosten für eine Sanierung der Gruft werden auf einen sechsstelligen Betrag geschätzt, den die Kirchengemeinde nicht aufbringen kann.
Die Kirche diente als Grablege derer von Arnim-Boitzenburg, bis Ende des 19. Jahrhunderts eine neue Erbbegräbnisstätte derer von Arnim im Schlosspark von Boitzenburg errichtet wurde und zu den größten Einrichtungen dieser Art in Brandenburg gilt.
Die Gesamtkirchengemeinde Boitzenburg, die sieben weitere Kirchengemeinden umfasst, gehört dem Kirchenkreis Uckermark in der Evangelischen Kirche Berlin-Brandenburg-schlesische Oberlausitz an.

## Ausstattung
Die Pfarrkirche St. Marien verfügt über einen Altar mit einem hölzernen Aufbau aus dem Jahr 1718, der vermutlich von Altarbauer Bekmann erbaut wurde. Der Altar verfügt zu beiden Seiten über je vier korinthische Säulen. Diese tragen ein durchbrochenes Gebälk mit einem bekrönten Gottesauge auf einem flachen Segmentboden darüber. Das Gottesauge ist links und rechts mit Engelfiguren flankiert. Auf den seitlichen Postamenten befinden sich Figuren des Mose, der vier Evangelisten und Johannes des Täufers. Der geschweifte Altartisch steht auf Adlerklauen mit vier Schnitzreliefs.
Aus etwa der gleichen Zeit stammt die hölzerne Kanzel. Diese verfügt über Flachreliefdekor und geschnitzten Blattgehängen. Der Kanzelkorb wird von den allegorischen Figuren der Hoffnung und der Liebe getragen. Die gusseiserne Taufe der St.-Marien-Kirche stammt aus dem Jahr 1841, am oktogonalen Fuß befinden sich Darstellungen der Beschneidung des Herrn, der Taufe Jesu und des Abendmahls.

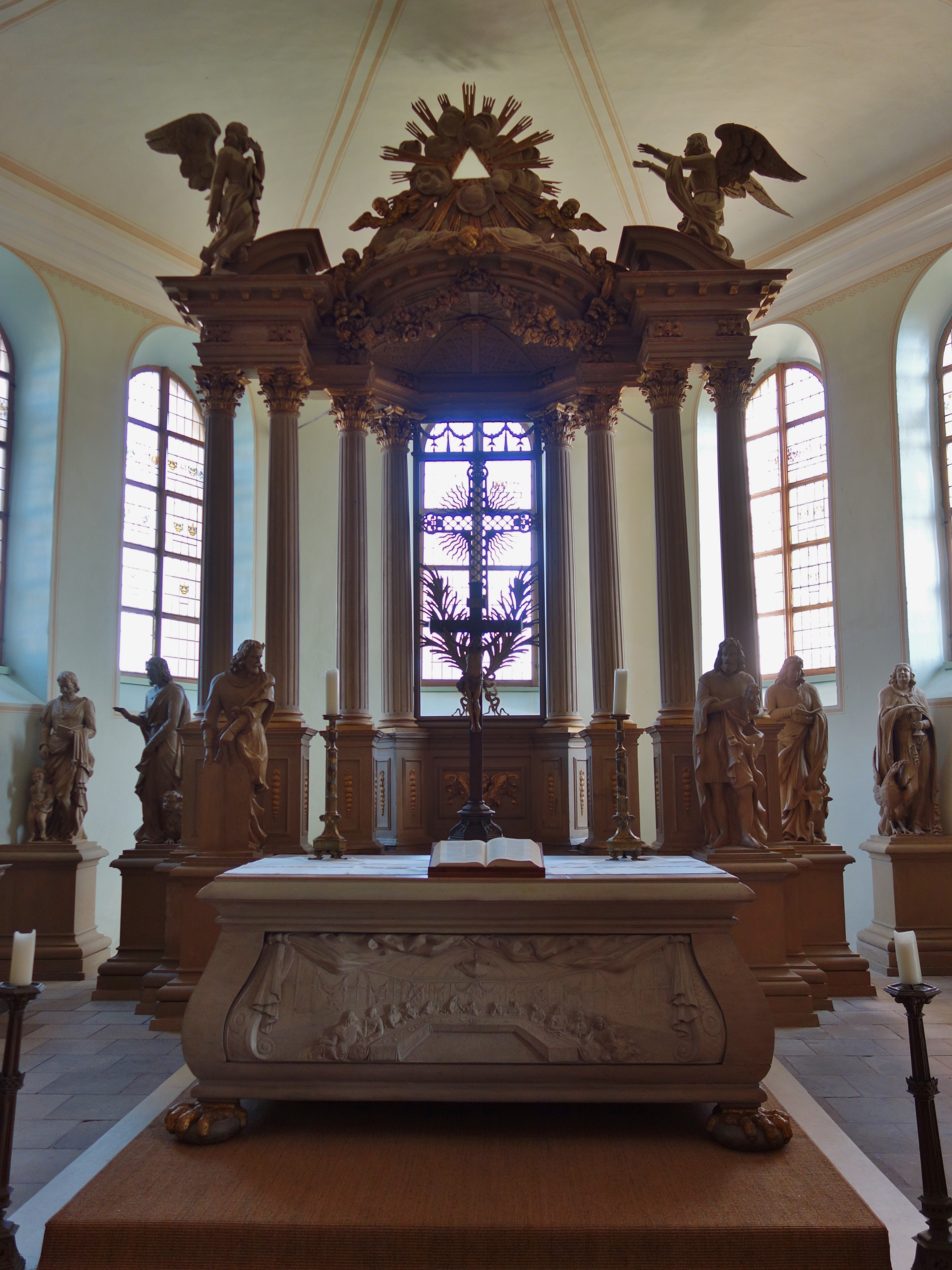
Altar
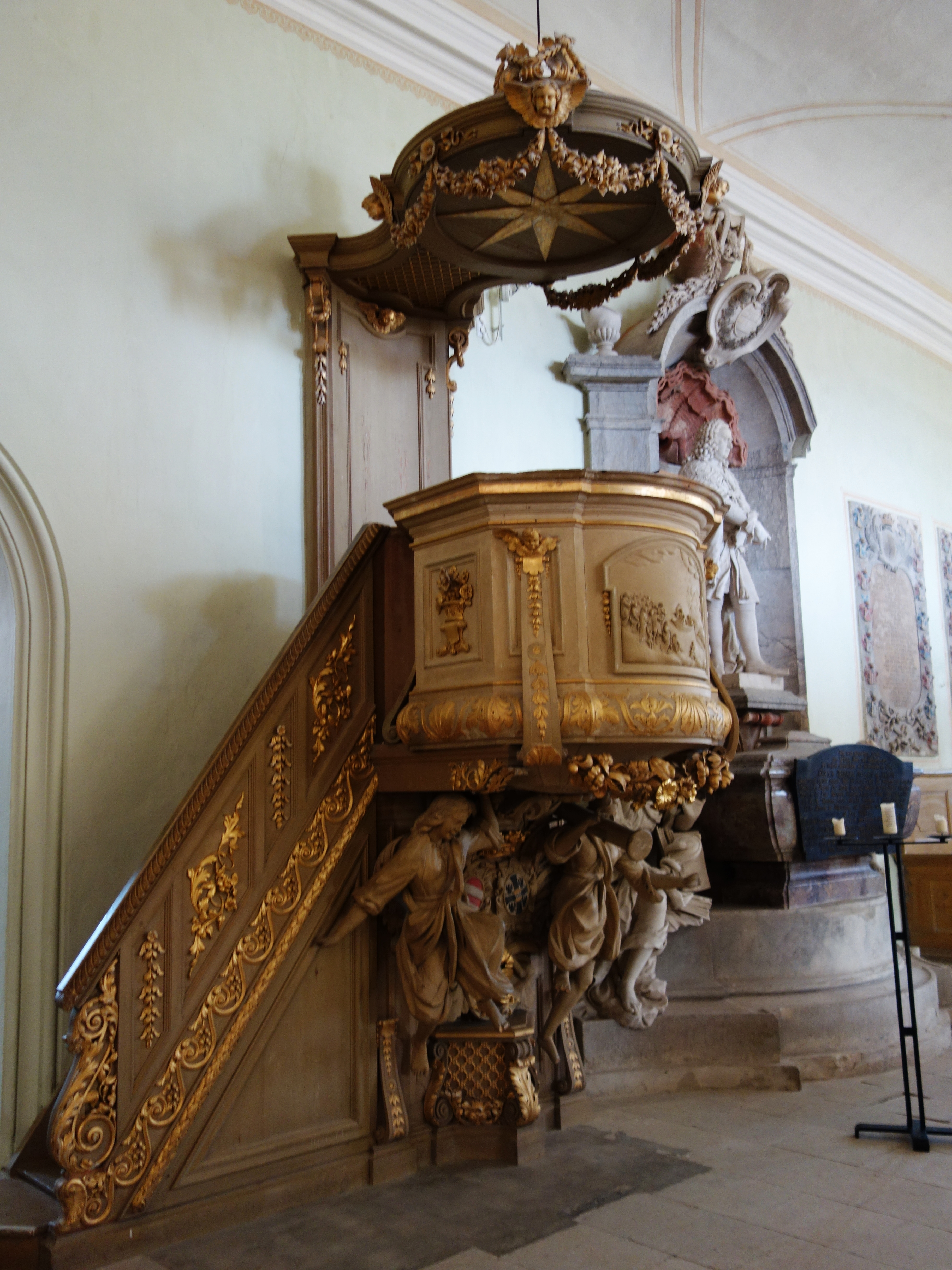
Kanzel
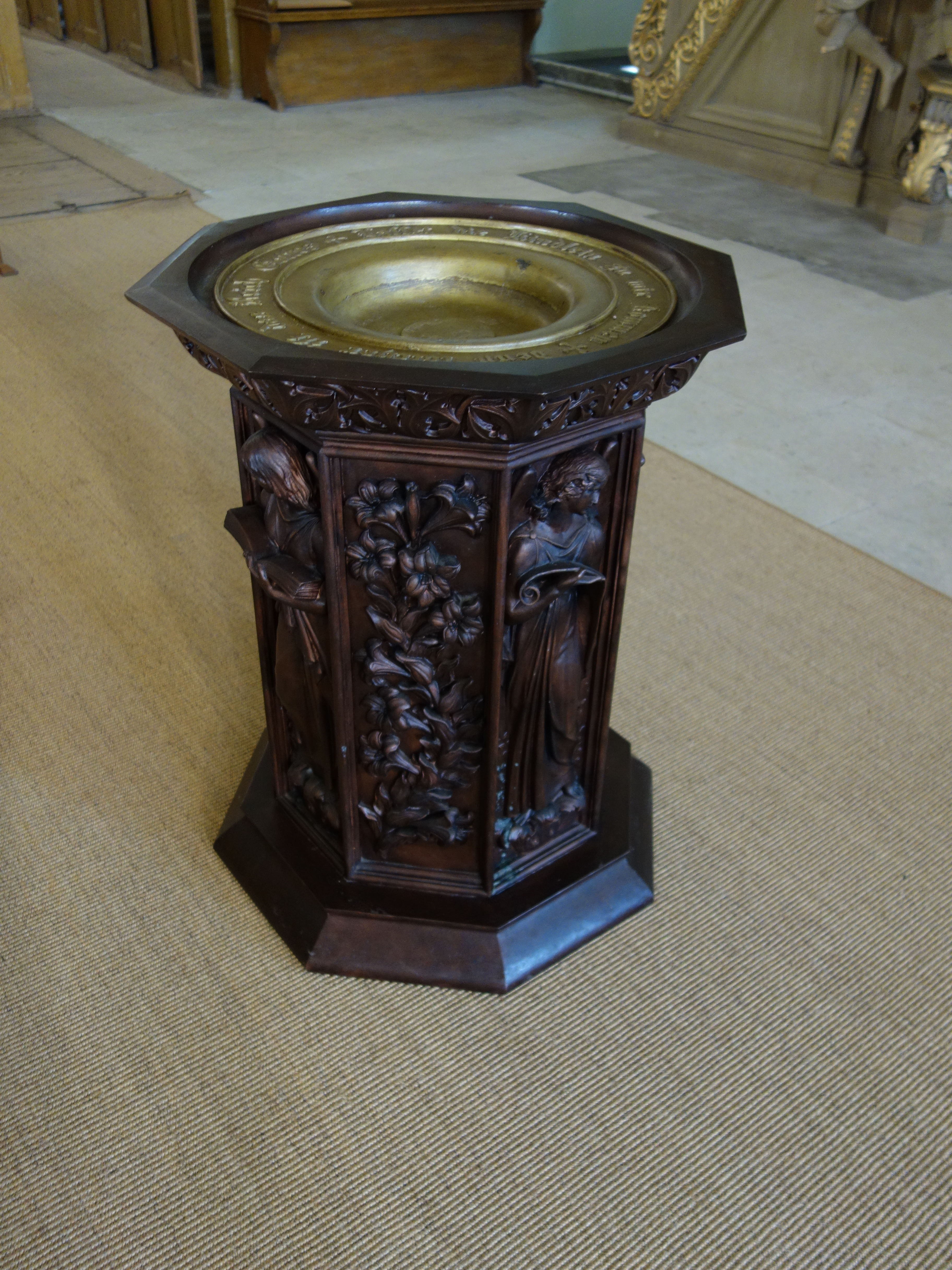
Taufbecken

In der Kirche befindet sich ein Marmorgrabdenkmal für den 1753 verstorbenen preußischen Minister Georg Dietloff von Arnim-Boitzenburg. Es verfügt über eine hohe Nische mit Wappenkrone und eine lebensgroße Skulptur von Arnims. Seitlich befindet sich ein Sarkophag mit Inschrifttafel mit einem trauernden Putto und einer Figur der Sapientia. Auf dem Friedhof befinden sich weitere aufwendig gestaltete Grabmäler der Familie von Arnim aus dem 17. und 18. Jahrhundert. In der Nähe gibt es ein schwarz gefasstes Holzepitaph mit goldenem Schnitzornament aus dem Jahr 1724 für die Pastorenfrau Sybille Schüsseler.

## Orgel

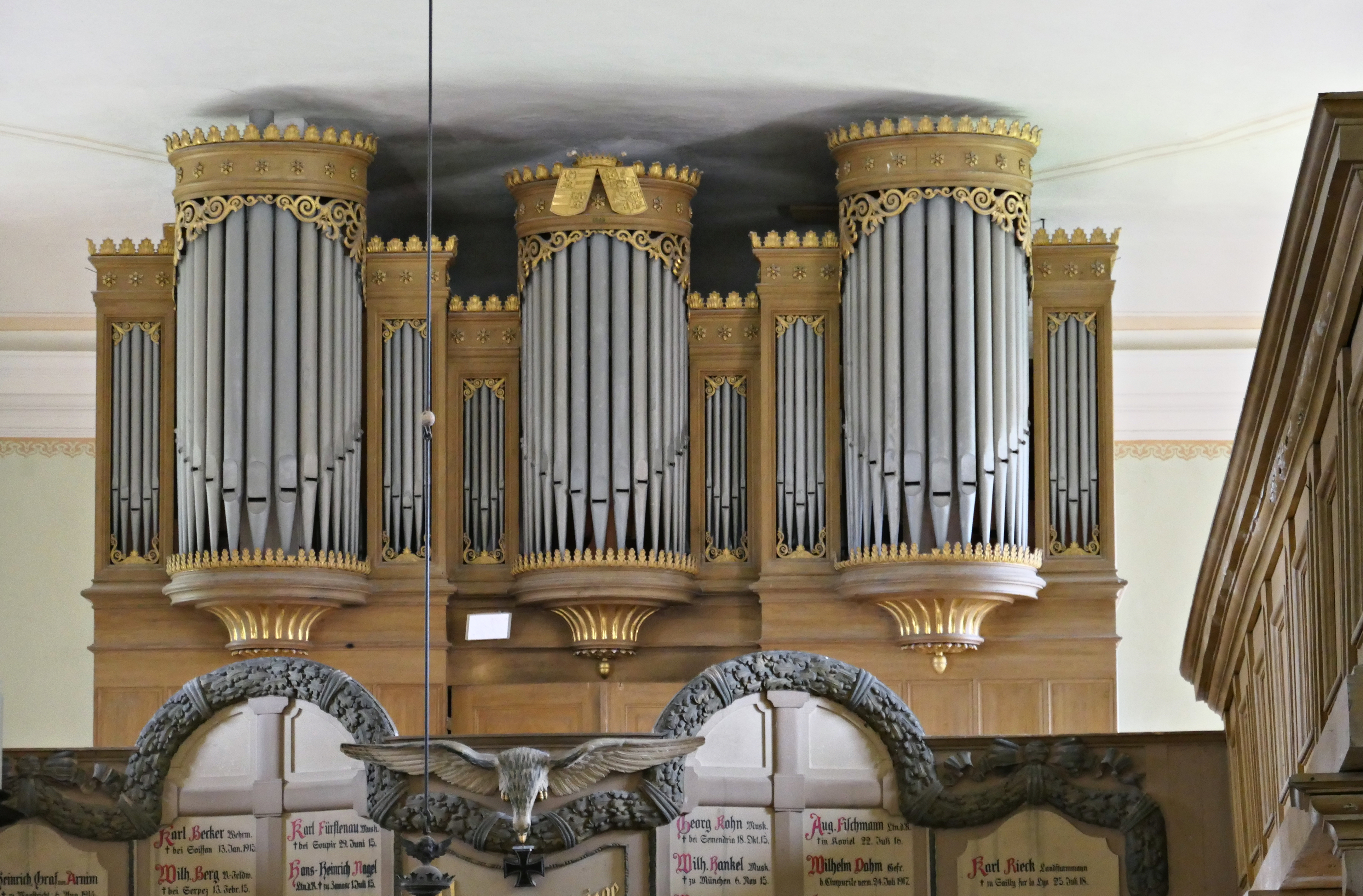
Buchholz-Orgel von 1849

Die Orgel der Pfarrkirche St. Marien auf dem Berge wurde 1849 von Orgelbauer Carl August Buchholz aus Berlin erbaut. Sie ersetzte die im Jahr 1770 von Ernst Julius Marx erbaute Orgel, die ein Jahr zuvor an die evangelische Kirchengemeinde Falkenwalde (jetzt zu Uckerfelde) verkauft wurde. Um das Jahr 1900 wurde die Orgel erstmals restauriert und der Flauto traverso wurde entfernt und durch eine Aeoline ersetzt. Im Lauf des Zweiten Weltkrieges wurden die Prospektpfeifen von dem Orgelbauer Karl Gerbig durch Pfeifen aus Zink ersetzt. Die bislang letzte Instandsetzung der Orgel fand 1999 durch Christian Scheffler statt. Die Orgel steht unter Denkmalschutz. Das zweimanualige Instrument besitzt eine mechanische Schleiflade mit 14 Register über zwei Manuale und Pedal.
Die Disposition:
| I Manual C–f3 |     |
| Bordun        | 16′ |
| Principal     | 8′  |
| Rohrflöte     | 8′  |
| Salicional    | 8′  |
| Oktave        | 4′  |
| Superoktave   | 2′  |
| Mixtur II–III |     |
| Trompete      | 8′  |

| II Manual C–f3 |    |
| Gedackt        | 8′ |
| Viola de Gamba | 8′ |
| Aeoline        | 8′ |

| Pedal C–d1 |     |
| Subbass    | 16′ |
| Violon     | 8′  |
| Posaune    | 16′ |

- Koppeln: II/I, I/P

## Gedenken
In der Nähe der Kirche befindet sich ein Denkmal zum Gedenken an die gefallenen Bewohner Boitzenburgs während des Ersten Weltkrieges. Das Denkmal ist zweiwandig. In der Mitte des Platzes, auf dem es sich befindet, steht zudem eine Eiche sowie separat eine Stele mit aufgesetzter Kugel. Die Inschrift auf dem Denkmal lautet:

„Im Weltkrieg 1914–1918
 starben den Heldentod
 für König und Vaterland.

 Niemand hat grössere Liebe, denn die, dass
 er sein Leben lässt für seine Freunde
 Joh. 15. 13.

 Ihren Söhnen in Dankbarkeit und Treue
 Gut und Gemeinde Boitzenburg.“

Unter der Inschrift sind die Namen der Gefallenen aufgelistet.